# Савельев, Олег Генрихович
Олег Генрихович Савельев (род. 27 октября 1965, Ленинград) — российский государственный деятель, экономист. Заместитель Министра обороны Российской Федерации — руководитель Аппарата Министра обороны Российской Федерации с 20 мая 2024 года. Действительный государственный советник Российской Федерации 1-го класса (2017).
Аудитор Счётной палаты Российской Федерации (2019—2024). Министр Российской Федерации по делам Крыма (2014—2015); заместитель министра экономического развития Российской Федерации (2008—2014).

## Биография
Олег Савельев родился 27 октября 1965 года в Ленинграде.
В 1988 году окончил радиофизический факультет Ленинградского политехнического института. После окончания института работал в Социал-демократической ассоциации, созданной одним из лидеров неформального «перестроечного» политического движения Олегом Румянцевым. Затем был пиар-консультантом, политтехнологом.
В 1995 году работал руководителем Центра избирательных технологий в предвыборном штабе партии «Наш дом — Россия» во время выборов в Госдуму. В 1996 году во время президентской избирательной кампании входил в качестве главного PR-технолога в предвыборный штаб. В 1998 году был руководителем кампании Александра Лебедя на выборах главы администрации Красноярского края.

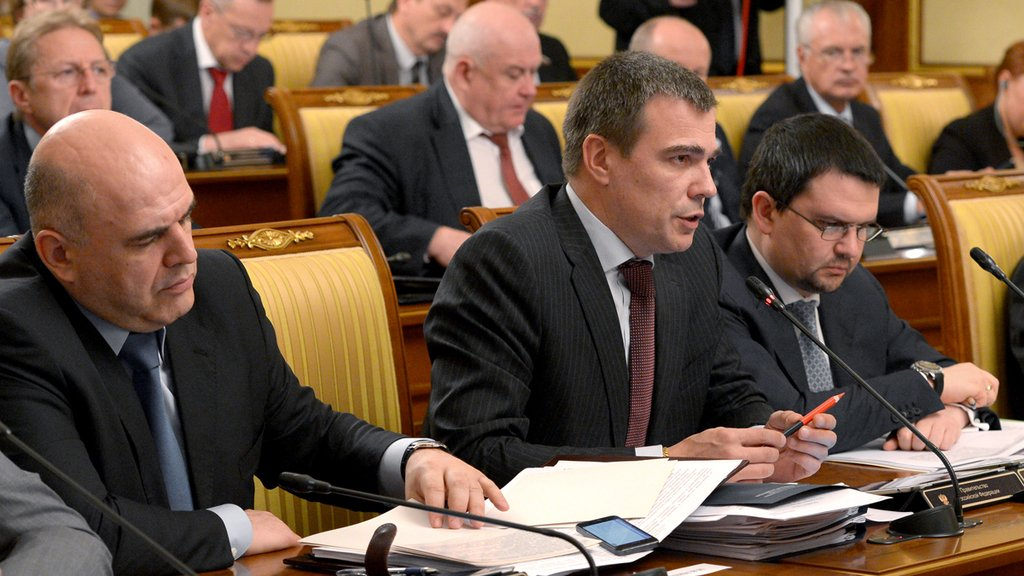
Замминистра экономического развития Олег Савельев (в центре), 2013 год

В 1998—1999 годах — заместитель председателя правления Московского фонда президентских программ. На протяжении последних нескольких лет работал внештатным советником министра экономразвития России и занимался федеральными целевыми программами. В январе 1999 года стал одним из учредителей и генеральным директором агентства «PR-система».
В 2008—2014 годах — заместитель министра экономического развития Российской Федерации. В феврале 2009 года вошёл в первую сотню резерва управленческих кадров, находящихся под патронажем президента России.
С 31 марта 2014 года по 15 июля 2015 года — министр по делам Крыма.
В июле 2014 года, из-за российской аннексии Крыма, был включён в санкционный список США, позднее попал под санкции всех стран Евросоюза, Швейцарии, Австралии, Украины и Канады.
С 15 июля 2015 года по 5 сентября 2018 года — заместитель руководителя аппарата правительства, член комиссии по делам Крыма и Севастополя.
С 7 сентября 2018 года по 25 сентября 2019 года — руководитель аппарата Счётной палаты Российской Федерации.
25 сентября 2019 года по представлению Президента России назначен Советом Федерации аудитором Счётной палаты Российской Федерации. 22 мая 2024 года Постановлением Совета Федерации досрочно освобождён от должности аудитора Счётной палаты РФ. Курировал направление аудита обороны, национальной безопасности и правоохранительной деятельности.
20 мая 2024 года указом Президента России назначен заместителем Министра обороны Российской Федерации — руководителем Аппарата Министра обороны Российской Федерации.

## Семья
Супруга Жанна Демчишак. Есть сын Илья, руководит фирмой по производству сборных деревянных строений. Дочь Анна.

## Собственность
По данным издания «The Insider» на супругу Савельева оформлен земельный участок и дом в Сосновом бору, квартира (106 кв.м.) на Васильевском острове и апартаменты (126 кв.м.) на верхнем этаже ЖК «Каретный Плаза» в Москве. Общая стоимость недвижимости семьи Савельева превышает 200 млн. рублей.

## Награды
- Орден «За заслуги перед Отечеством» IV степени (2024),
- Орден Почёта (2019),
- Орден Дружбы,
- Медаль «За возвращение Крыма»,
- Медаль «За содействие в обеспечении специальных программ» (ГУСП РФ),
- Почётная грамота Правительства РФ (2008, 2009),
- Благодарность Президента Российской Федерации (2022) —
- Благодарность Президента Российской Федерации (23 апреля 2012) — за достигнутые трудовые успехи и многолетнюю добросовестную работу
- Медали РФ.